# Піхота ланова

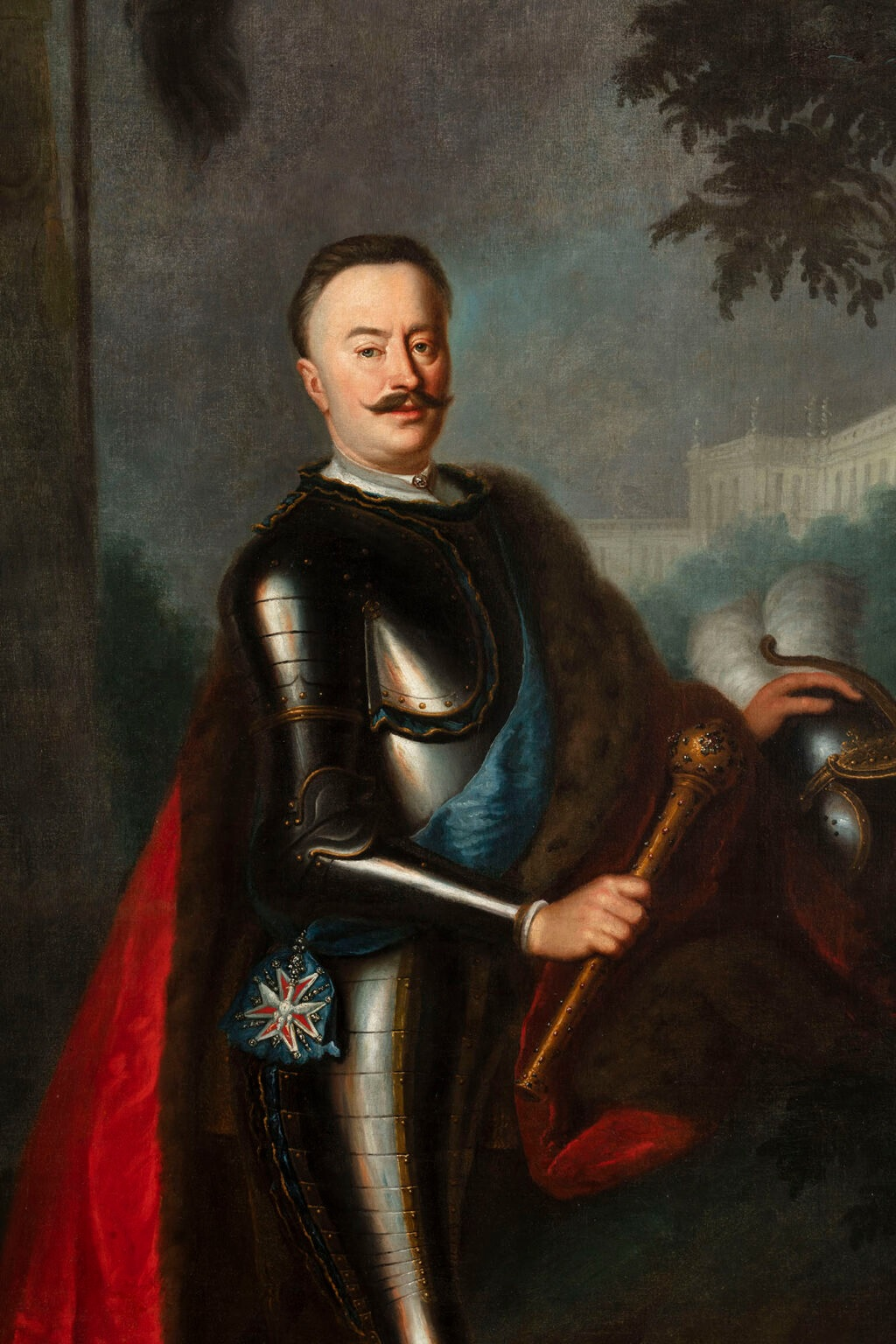
Ян Клеменс Браницький -перший командир 6 регіменту Піхоти Ланової

Піхота ланова (пол. Piechota łanowa) була сформована Сеймом 1655 року. Для відновлення війська, знищеного у війнах з козаками, шведами, кожен власник великих земельних угідь з шляхти, духовних осіб повинен був спорядити одного піхотинця з 15 ланів землі (20 орної землі), що і дало назву піхоті. Її організація була запозичена із піхоти вибранецької. Була частково заміщена 1673 піхотою димовою та ліквідована 1726 року.
Тоді ж у коронному війську 6 регіменту надали назву Піхоти Ланової. Певний час він розміщувався у Кам'янці на Поділлі, Володимирі на Волині.